# William Timmons
William Richardson Timmons, född 30 april 1984 i Greenville i South Carolina, är en amerikansk politiker (republikan). Han är ledamot av USA:s representanthus sedan 2019.
Timmons besegrade demokraten Brandon Brown i kongressvalet 2018.